# 李㵝
李㵝（1449年—？），字源潔，直隸滁州人，雲南雲南前衛軍籍，明朝政治人物。進士出身。

## 生平
早年出身國子生，舉雲南鄉試第十四名。成化十一年（1475年）乙未科會試第二百十五名，殿試登進士第三甲第七名。

## 家族
曾祖父李文通。祖父李仲珍。父亲李伯讓。